# Odostomia terissa
Odostomia terissa is een slakkensoort uit de familie van de Pyramidellidae. De wetenschappelijke naam van de soort is voor het eerst geldig gepubliceerd in 1932 door Pilsbry & Lowe.